# Романов, Евдоким Романович
Евдоки́м Рома́нович Рома́нов (бел. Еўдакім Раманавіч Раманаў; 30 августа [11 сентября] 1855, Новая Белица, Могилёвская губерния — 20 января 1922, Ставрополь-Кавказский) — российский и белорусский этнограф, фольклорист, археолог и публицист. Член Русского географического общества с 1886 года, Московского общества любителей природоведения, антропологии и этнографии (1888), Московского археологического общества (1890), Витебского статистического комитета (1891).

## Биография
Родился в семье мещан. Окончил Гомельскую прогимназию (1870), курсы учителей русского языка и истории (1872).
С 1872 года работал учителем. Инспектор народных училищ в Витебской, Гродненской (1886—1895) и Могилёвской (1895—1906) губерниях. Член Временной комиссии по устройству Виленской публичной библиотеки и музея (1906—1916).
В 1897—1903 годах работал редактором неофициальной части газеты «Могилёвские губернские ведомости». С 1903 года — заведующий секции этнографии и археологии Северо-Западного отделения Русского географического общества.
Способствовал открытию в 1897 году Могилёвского церковно-археологического музея.
С 1917 года проживал в Ставрополе, где и умер.

## Научная деятельность

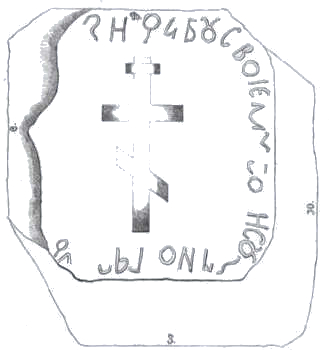
Е. Р. Романов. Изображение Борисова камня в с. Высокий Городец. 1889 г.

Собрал и опубликовал более 10 тысяч фольклорных текстов. Основная часть данного фольклорного массива была опубликована в 1886—1912 годах («Белорусский Сборник»; Вып. 1—9).
В 1886—1894 годы проводил археологические раскопки и разведки в Могилёвской и Витебской губерниях. Составил археологические карты Могилёвской, Витебской и Гродненской губерний.
Собрал сведения о более 1000 городищ в Беларуси. Около деревни Высокий Городец Толочинского района открыл памятник эпиграфики XII века — Борисов камень.
Проводил антропологические исследования.
В 1896 году подготовил сводный текст поэмы «Тарас на Парнасе» и написал к нему предисловие на белорусском языке (не опубликовано), издал антологию белорусской поэзии «Тарас на Парнасе и другие белорусские стихотворения» (1900; 1902).
Участвовал в работе Девятого археологического съезда (Вильно, 1893).

## Награды
Награждался золотой медалью Русского географического общества, серебряной — Московского общества любителей природоведения, антропологии и этнографии.

## Память
- На здании Могилёвского областного краеведческого музея имени Евдокима Романовича Романова установлена мемориальная доска. С 2005 года музей носит имя Евдокима Романова.
- В Новобелицком районе Гомеля, где Романов родился, его именем названа одна из улиц.